# 内訳書標準書式
内訳書標準書式（うちわけしょひょうじゅんしょしき）とは建築物の積算に必要な費用の内訳明細を示す書式。
工種・工程別の項目分類に基づくため、工種別内訳書標準書式、部分·部位（エレメント）別の項目分類に基づく部位別内訳標準書式、改修工事の種類に応じた改修標準内訳書が刊行されている。
工種別は、基礎工事から始まり躯体および仕上げに及ぶ概ね工程順を追って配列されており、下請工事の発注や工程管理などに便利な形態が内訳書に転用されているところから施工者側に都合の良い書式である。他方、部分別は、建物を構成する部分部分のコストを機能とも関連させながら把握するところから施主・設計者側に便利な書式である。それにもかかわらず英国とは異なり日本においては後者の書式を採用した契約事例はほとんどなかったといってよい。
2002年3月「国土交通省公共事業コスト構造改革プログラム」の策定に伴い、「公共建築工事内訳書標準書式」が統一基準として制定された。
五会連合会協定「建築工事部分別見積内訳書式」昭和43（1968）年6月より定められた内訳書標準書式（工事積算体系）は現在、工種別及び部分別内訳書標準書式のふたつである。
- 工種別内訳書標準書式 - 主として工種・材料を対象として工事費を算出し、概ね工程の順序で記載する方式による積算内訳書の標準書式（種目別内訳書、科目別内訳書、中科目別内訳書、細目別内訳書）。おおむねつぎのとおりの科目別で構成される。『建設物価』などの建設費算出用定期刊行物の内容構成も、当該構成のとおりで構成されている。

＜新営＞
（建物）
1. 直接仮設工事
2. 土工事
3. 地業工事
4. 鉄筋工事
5. コンクリート工事
6. 型枠工事
7. 鉄骨工事
8. 既製コンクリート工事
9. 防水工事
10. 石工事
11. タイル工事
12. 木工事
13. 屋根工事及びとい工事
14. 金属工事
15. 左官工事
16. 木製建具工事
17. 金属製建具工事
18. ガラス工事（カーテンウォール工事）
19. 塗装工事
20. 仕上塗材工事
21. 内外装工事
22. 仕上ユニット工事
23. その他工事（発生材処理など。）

（屋外）
1. 排水工事
2. 構内舗装工事
3. 植栽工事
4. とりこわし工事

＜設備＞
1. 電気工事
2. 空調工事
3. 衛生工事
4. 昇降機工事
5. 機械工事
6. その他設備

＜改修＞
1. 仮設（改修）工事
2. 撤去工事
3. 外壁改修工事
4. 塗装（改修）工事

- 部分別内訳書標準書式 - 建築物又は構造物などの工事費を部分又は部位でとらえ、これを分類し集積して工事費を算出する部分別方式による積算内訳書の標準書式（種目別内訳書、大科目別内訳書、中科目別内訳書、小科目内訳書、細目別内訳書）。上記の科目別を大科目（建築は土工・地業、躯体、外装仕上、内装仕上）で、さらに大科目ごとに中科目に、さらに中科目を小科目に分けて分類構成される。